# Yorkville (Illinois)
Yorkville è una città degli Stati Uniti d'America, capoluogo della Contea di Kendall nello Stato dell'Illinois.